# گلن جانسون
گلن مک‌لاود کوپر جانسون (انگلیسی: Glen McLeod Cooper Johnson؛ زادهٔ گلن مک‌لاود کوپر استیونز ۲۳ اوت ۱۹۸۴) بازیکن فوتبال پیشین اهل انگلستان است.
جانسون خود را به عنوان یکی از بهترین مدافعان کناری حاضر در لیگ برتر سال‌ها قبل از انتقال گران‌قیمت او به مرسی ساید معرفی کرده بود.
دوران بازیگری او در وستهام یونایتد تحت مربیگری هری ردنپ آغاز شد اما تنها پس از ۱۵ بازی و مدت کوتاهی بازی به‌طور قرضی در میلوال او به عنوان اولین خرید رئیس باشگاه جدید چلسی رومن آبرامویچ در ۲۰۰۳ نامش ثبت گردید.
اولین بازی او در چلسی برابر لیورپول در اوت همان سال صورت گرفت. سه ماه بعد ا اولین بازی ملی خود را برابر دانمارک به عنوان بازیکن جانشین به جای گری نویل انجام داد.
جانسون طی دوران بازیگری خود در چلسی لیگ برتر و جام اتحادیه را به همراه چلسی فتح کرد اما در سال ۲۰۰۶ توسط مورینیو به پورتس‌موث قرضی داده شد.
یکسال بعد قرارداد او قطی شد و ملی پوش انگلیسی در فراتون پارک به بهترین بازیکن تیم خود بدل گشت. او به پورتس موث کمک کردتا در سال ۲۰۰۸ جام حذفی را فتح کند و فصل بعد آن جوایز فردی زیادی را برای او به همراه داشت.
علیرغم اینکه پورتس موث فصل را در رده ۱۴ لیگ به پایان رساند اما نام جانسون توسط انجمن حرفه‌ای بازیکنان فوتبال در تیم منتخب فصل ۰۹–۲۰۰۸ جای گرفت. شوت و گلزنی از راه دور او مقابل هال سیتی در ۲۲ نوامبر از طرف شبکه بی‌بی‌سی به عنوان بهترین گل فصل انتخاب گردید.
تابستان بعد او به مرزی ساید منتقل شد و اولین بازی خود را برای لیورپول در ۱۶ اوت ۲۰۰۹ در باخت ۲–۱ برابر تاتنهام انجام داد. هر چند لیورپول آن بازی را باخت اما حضور جانسون در محوطه جریمه حریف موجب شد تا مردان رافا بنیتز صاحب یک ضربه پنالتی شوند.
سه روز بعد او یک گل آکروباتیک و نمایشی زد و به عنوان مرد میدان در برد ۴–۰ تیم برابر استوک معرفی شد.
دور از زمین بازی او در دارتفورد در سال ۲۰۰۷ مدرسه فوتبال گلن جانسون را برای پرورش بازیکنان ۴ الی ۱۶ سال تأسیس کرد.

## افتخارات
چلسی
- لیگ برتر فوتبال انگلستان: ۰۵–۲۰۰۴[۳]
- جام اتحادیه باشگاه‌های انگلستان: ۰۵–۲۰۰۴
- جام خیریه انگلستان نایب قهرمان: ۲۰۰۷

پورتسموث
- جام حذفی فوتبال انگلستان: ۰۸–۲۰۰۷

لیورپول
- جام اتحادیه باشگاه‌های انگلستان: ۱۲–۲۰۱۱
- جام حذفی فوتبال انگلستان نایب قهرمان: ۱۲–۲۰۱۱